# Chalais (Centro-Valle della Loira)
Chalais è un comune francese di 174 abitanti situato nel dipartimento dell'Indre nella regione del Centro-Valle della Loira.

## Società

### Evoluzione demografica
Abitanti censiti